# 日本小丽螺
日本小丽螺（学名：Ganesella japonica）为坚齿螺科小丽螺属的动物。分布于日本的九州、四国、台湾岛等地，生活环境为陆地，常见于阴暗潮湿的灌木丛、草丛中、落叶石块下以及多腐殖质处。